# Courson-Monteloup
Courson-Monteloup é uma comuna francesa na região administrativa da Ilha de França, no departamento de Essonne. Estende-se por uma área de 3.74 km². Em 2010 a comuna tinha 581 habitantes (densidade: 155,3 hab./km²).